# Улица Ершова (Тобольск)
Улица Ершова — улица в Тобольске.
Названа в честь уроженца д. Безруково, Ишимского уезда, Тобольской губернии, поэта П. П. Ершова.
В 2007 году улицу Ершова в Тобольске планировалось украсить деревянной мостовой.
На пересечении улиц Мира и Ершова располагается Александровская часовня (1887), построенная в память о посещении Тобольска будущего царя Александра Второго.